# مارتن أومالي (صحفي)
مارتن أومالي هو صحفي كندي، ولد في 1939.